# سوق حمزة
سوق حمزة، أو حائط حمزة، هو على الأرجح مدينة البويرة الحالية في الجزائر. أُسست على يد حمزة بن الحسن بن سليمان بن الحسين بن علي بن الحسن بن علي بن أبي طالب. تم ذكرها في كتابات العديد من المؤرخين والجغرافيين، بما في ذلك ابن حماد، ابن هذه المدينة.